# Praepapilio
Genre
Praepapilio est un genre fossile de lépidoptères (papillons) de la famille des Papilionidae.
Il a été décrit en 1978 par Christopher J. Durden et Hugh Rose, à la suite de la découverte dans le Colorado de deux fossiles datant de l'Éocène, qui ont conduit à décrire deux espèces :
- †Praepapilio colorado Durden & Rose, 1978
- †Praepapilio gracilis Durden & Rose, 1978

Durden et Rose ont décrit par la même occasion la sous-famille des Praepapilioninae, dont Praepapilio reste le seul genre connu.